# Predosa
Predosa (piemontesisch la Priosa oder la Përiosa) ist eine italienische Gemeinde in der Provinz Alessandria (AL), Region Piemont.

## Lage und Einwohner
Die Gemeinde Pedrosa liegt rund 20 Kilometer südlich von der Provinzhauptstadt Alessandria auf einer Höhe von 136 m über dem Meeresspiegel, zwischen dem Fluss Orba und der Autostrada A36. Hier beginnt auch der Autobahnabzweig der Diramazione Predosa-Bettole. Das Gemeindegebiet umfasst eine Fläche von 32,90 km² und hat 1907 (Stand 31. Dezember 2023) Einwohner. Die Gemeinde besteht aus den Fraktionen Retorto, Castelferro und Mantovana. Predosa hat einen Bahnhof an der Bahnstrecke Alessandria-Ovada. Seit dem 17. Juni 2012 ist der Personenverkehr auf der Strecke eingestellt und der Bahnhof außer Betrieb. Die Strecke wird jedoch weiterhin von Güterzügen genutzt.
Die Nachbargemeinden sind Basaluzzo, Bosco Marengo, Capriata d’Orba, Carpeneto, Casal Cermelli, Castellazzo Bormida, Castelspina, Fresonara, Rocca Grimalda und Sezzadio.

## Geschichte

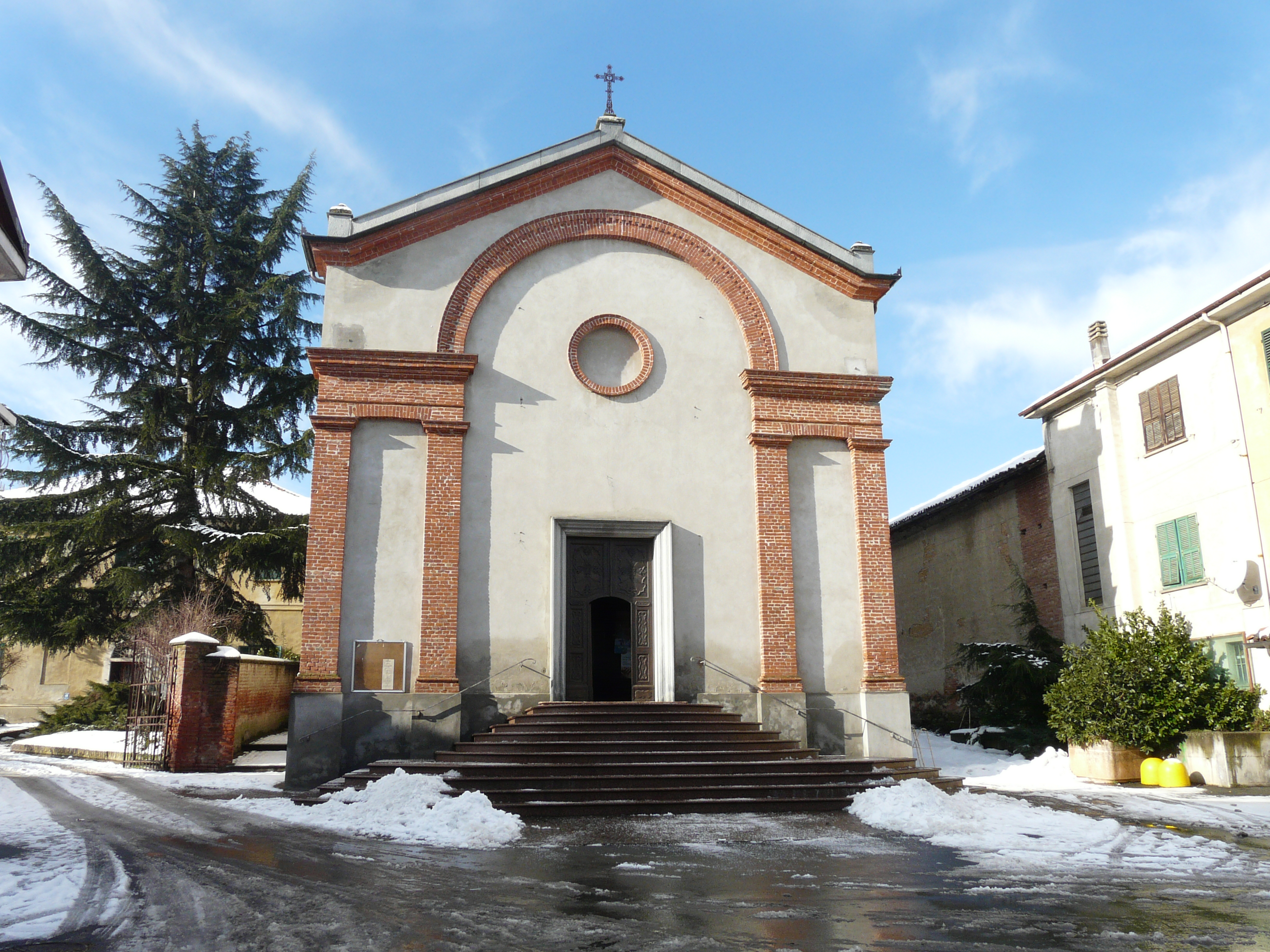
Kirche Mariä Geburt

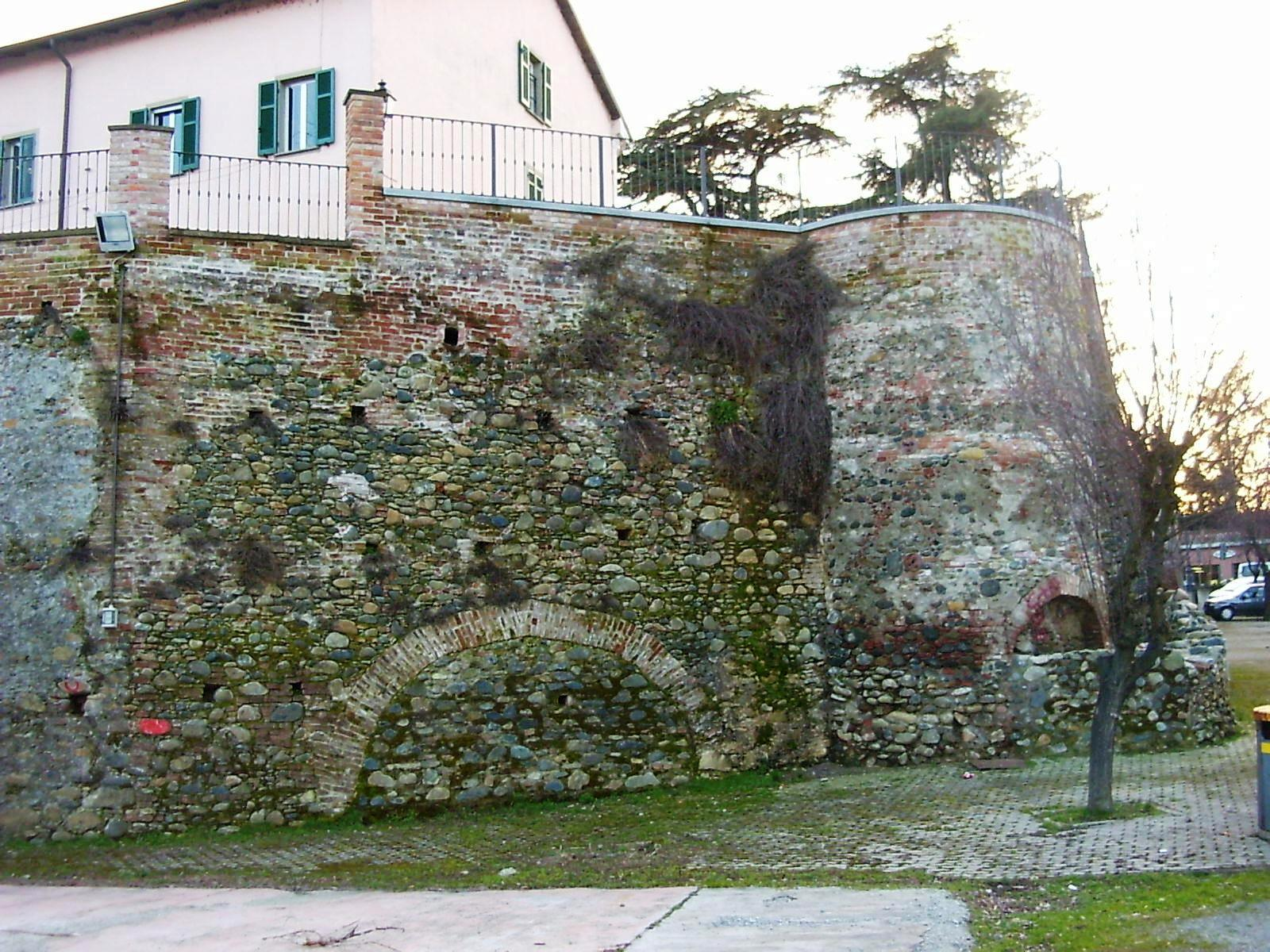
Reste der Burgmauer

Der Ortsname hat die Bedeutung „steinig“ und bezieht sich auf die Merkmale der Siedlung am Rande eines Wasserlaufs. Die Etymologie lässt sich daher auf „Petrosa“ zurückführen, ein von PETRA abgeleitetes Adjektiv. Es entstand im Mittelalter aus der Vereinigung von vier verschiedenen Kernen, von denen jeder unterschiedliche Einflüsse und Realitäten aufweist. Im Jahr 1100 erscheint sein Name auf einigen Dokumenten.
Im Jahr 1390 wurde es Teil des Alessandria-Viertels Garamondio und im 15. Jahrhundert wurde es von mehreren Familien, darunter den Sforza, den Spinola und den Visconti, umstritten. Aus denselben Jahren gibt es Neuigkeiten über seine Burg, die so wichtig war, dass sie zu einem Vorposten der Mailänder gegen die Genueser und Monferrato im nahegelegenen Capriata wurde. Nachdem es in die Herrschaft der Barnabiten übergegangen war, erhielt es unter ihrer Herrschaft neue Anbau- und Weinbausysteme. Außerdem wurde dort eine Mühle gebaut. Im Jahr 1619 wurde es an die Markgrafen Guasco di Solero und anschließend an den Senator Celebrino di Fossano belehnt. Im folgenden Jahrhundert gelangte es in die Hände der Familie Savoyen. Im Laufe der Jahrhunderte und insbesondere im 17. Jahrhundert waren viele Armeen stationiert, um das Gebiet zu plündern, nicht nur Italiener, sondern auch die Franzosen, die Spanier und sogar die Russen während der österreichisch-russischen Rückeroberung von 1798.

## Sehenswürdigkeiten
- Die Pfarrkirche Mariä Geburt, die zwischen 1620 und 1624 erbaut und in der zweiten Hälfte des 19. Jahrhunderts erweitert wurde.
- Das Oratorium von San Sebastiano, 1989 renoviert.
- Die Kirche San Rocco.
- Die Kapelle Santa Maria Maddalena.
- Die Mauern der alten Burg.
- Die Kirche Mariä Himmelfahrt in Castelferro die Kirche der Heiligen Lorenzo und Vincenzo in der Gegend von Mantovana.

## Persönlichkeiten
- Cesare Viazzi (* 1857, Alessandria; † 1943, Predosa), war ein italienischer Maler.[3]